# 克雷洛夫卡河
克雷洛夫卡河（俄语：Река Крыловка），石头河（俄语：Река Шетухэ），是滨海边疆区基洛夫斯基区的河流，源起斜步碴山，长72公里，流域面积1120平方公里，注入乌苏里江。1972年更为现名。

## 引用
1. ↑  А·П·穆拉诺夫. . 列宁格勒: 气象出版社. 1966 （俄语）.
2. ↑  . 列宁格勒: 气象出版社 （俄语）.
3. ↑  Т·А·基谢尔科瓦娅. . 列宁格勒: 气象出版社. 1977 （俄语）.
4. ↑  . 国家水登记处 （俄语）.
5. ↑  . PrimPogoda. 2009-05-12 （俄语）.
6. ↑   (PDF). www.vladcity.com. （原始内容 (PDF)存档于2011-07-17）.